# Vanůvek
Vanůvek település Csehországban, a Jihlavai járásban. Vanůvek Doupě, Řásná, Řídelov, Vanov, Telč és Volevčice településekkel határos. Lakosainak száma 37 fő (2024. január 1.).

## Népesség
A település lakosságának változását az alábbi diagram mutatja:
| Lakosok száma | 98   | 100  | 106  | 62   | 49   | 37   | 38   | 39   | 35   | 37   |
|               | 1869 | 1900 | 1921 | 1961 | 1980 | 2011 | 2016 | 2019 | 2021 | 2024 |